# 香槟维尼
香槟维尼（法語：Champagne-Vigny，法語發音：[ʃɑ̃paɲ viɲi]）是法国夏朗德省的一个市镇，属于昂古莱姆区。

## 地理
香槟维尼（45°30'27"N, 0°2'13"E）面积8.31 平方千米，位于法国新阿基坦大区夏朗德省，该省份为法国西部内陆省份，北起德塞夫勒省和维埃纳省，东临上维埃纳省，东南至多尔多涅省，南至多爾多涅省，西接滨海夏朗德省。
与香槟维尼接壤的市镇（或旧市镇、城区）包括：贝什雷斯、普拉萨克-鲁菲亚克、科托迪布朗扎凯、瓦勒德维涅。

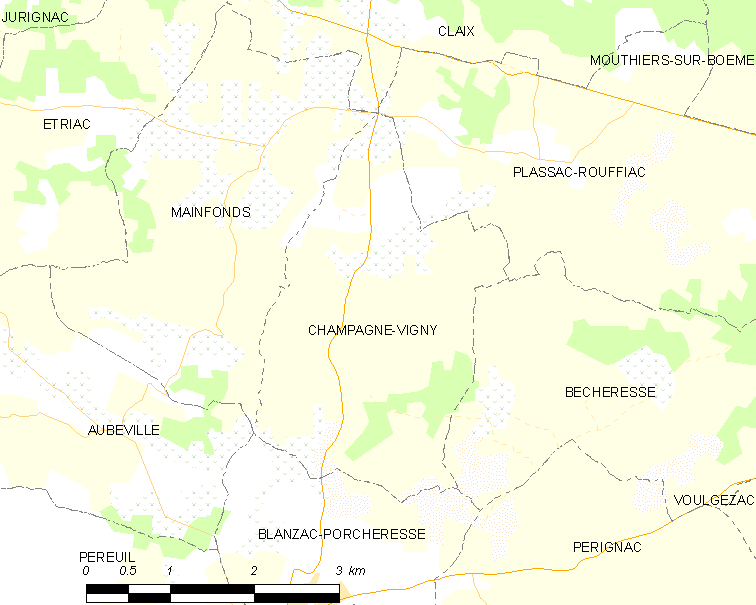
香槟维尼的OSM定位图

香槟维尼的时区为UTC+01:00、UTC+02:00（夏令时）。

## 行政
香槟维尼的邮政编码为16250，INSEE市镇编码为16075。

## 政治
香槟维尼所属的省级选区为夏朗德南县。

## 人口

1962-2008年间香槟维尼人口变化图示

香槟维尼于2022年1月1日时的人口数量为235人。